# Exocentrus nanshanensis
Exocentrus nanshanensis là một loài bọ cánh cứng trong họ Cerambycidae.